# Julian Humeński
Julian Józef Humeński (ur. 18 lutego 1911 w Kołomyi, zm. 11 maja 1994 w Warszawie) – polski ksiądz katolicki, jezuita, dyrektor Wydawnictwa Apostolstwa Modlitwy, redaktor miesięcznika Kapelan Wojskowy, Generalny Dziekan Wojska Polskiego, jeden z „księży patriotów”.

## Życiorys
W 1926 wstąpił do zakonu jezuitów, studiował w zakonnym Wydziale Filozoficznym w Krakowie (1932–1935) i na Bobolanum w Lublinie (1935–1939). Święcenia kapłańskie przyjął 24 czerwca 1938. W czasie II wojny światowej pracował w Zakopanem i Krakowie, w latach 1944–1946 był superiorem placówki w Zakopanem. W latach 1946–1948 kierował Wydawnictwem WAM, był także redaktorem pisma Posłaniec Serca Jezusowego. 
W 1948 opuścił zakon skonfliktowany z przełożonymi i wstąpił do Duszpasterstwa Wojskowego. W latach 1949–1954 był redaktorem miesięcznika Kapelan Wojskowy, w latach 1954–1960 był proboszczem Garnizonu Rzeszów, w latach 1960–1964 Garnizonu Poznań. 
W 1964 zastąpił płk. Romana Szemraja na stanowisku generalnego dziekana Wojska Polskiego i pełnił tę funkcję do roku 1986. Pięć dni po przejściu w stan spoczynku powrócił do zakonu jezuitów. Na stanowisku generalnego dziekana zastąpił go ks. płk Florian Klewiado.
W 1974 obronił pracę doktorską na Akademii Teologii Katolickiej w Warszawie. Był autorem książek Święty Jan Boży. Ojciec ubogich i chorych (wyd. I – 1946, wyd. II – 1965), Królowej Pokoju w hołdzie (1969) i Urzekło go piękno. Paweł Steller 1895–1974 (1984), współautorem modlitewników Módlmy się (pierwsze wydanie jako Moja modlitwa – łącznie 1969–1987 szesnaście wydań) i Pan z wami (w latach 1971–1990 siedem wydań), redaktorem tomów wspomnień Wspomnienia wojenne kapelanów wojskowych (wyd. I – 1967, wyd. II – 1969) oraz Wspomnienia wojenne kapelanów wojskowych 1939–1945, a także tomu Udział kapelanów wojskowych w drugiej wojnie światowej (1984).
Został pochowany w grobowcu Zgromadzenia Jezuitów na cmentarzu Powązkowskim w Warszawie (kwatera 215-5/6-1/2).

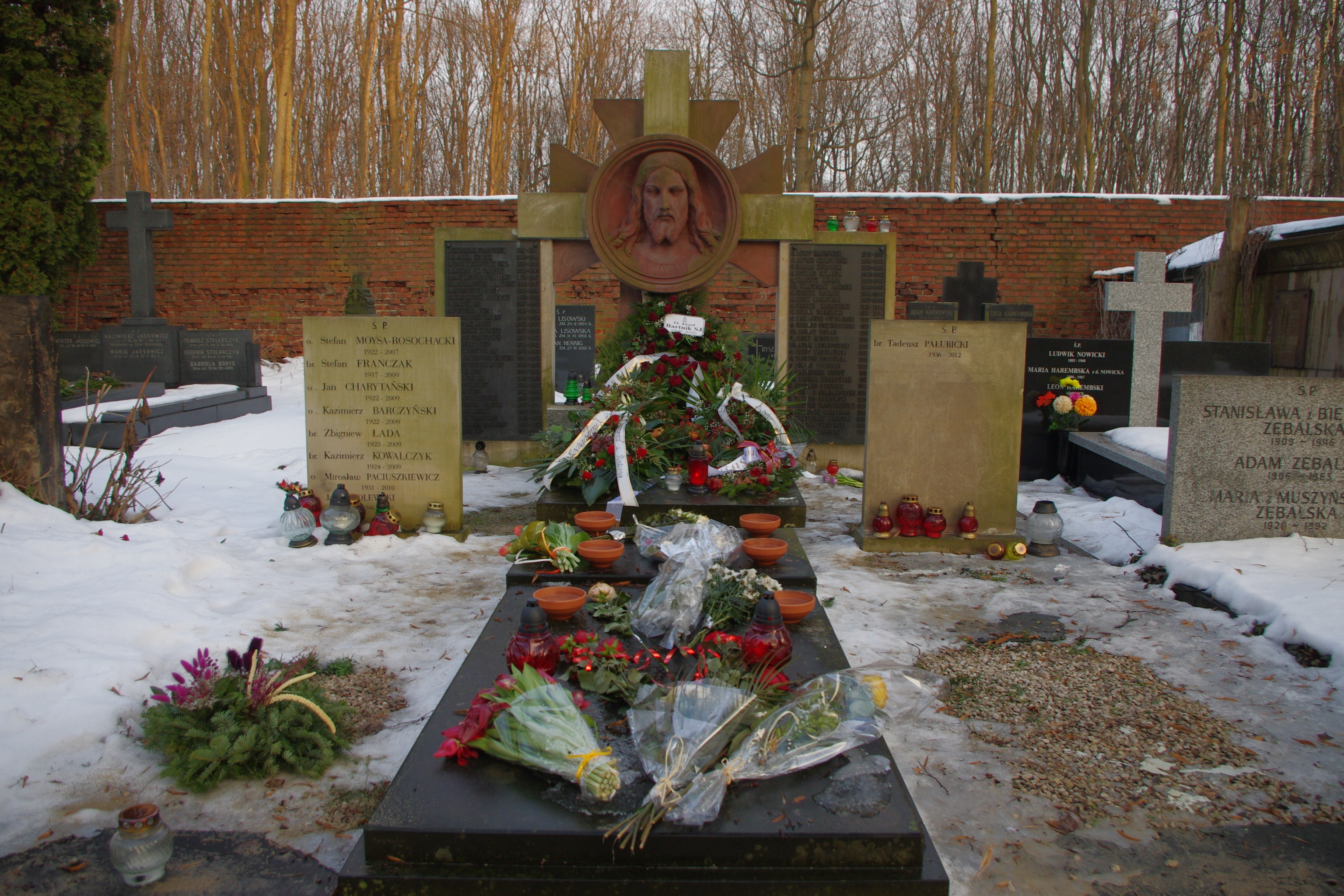
Grobowiec Zgromadzenia Jezuitów na cmentarzu Powązkowskim w Warszawie

## Odznaczenia
- Krzyż Komandorski z Gwiazdą Orderu Odrodzenia Polski
- Krzyż Komandorski Orderu Odrodzenia Polski (1969)[10]
- Krzyż Oficerski Orderu Odrodzenia Polski
- Krzyż Kawalerski Orderu Odrodzenia Polski
- Złoty Krzyż Zasługi (1950, za zasługi w pracy społecznej)[11][12].